# Мисс Интернешнл 2006

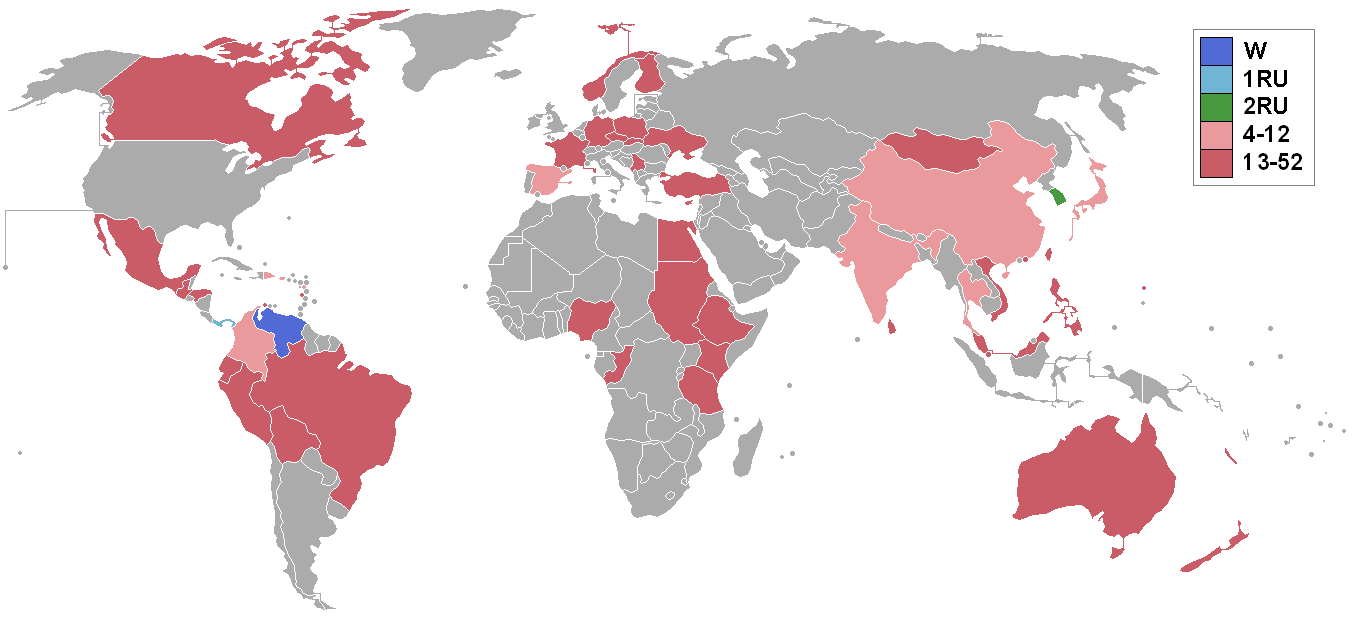
Страны-участницы Мисс Интернешнл

Мисс Интернешнл 2006 (англ. Miss International 2006) — 46-й международный конкурс красоты Мисс Интернешнл. Проводился 11 ноября, 2006 года, в Токио, Япония и проведён финал в Пекине, Китай, который выиграла Даниэла ди Джакомо из Венесуэлы.

## Финальный результат
| Финальный результат  | Участница |
| -------------------- | --- |
| Мисс Интернешнл 2006 | - Венесуэла — Даниэла ди Джакомо |
| 1-я Вице мисс        | - Панама — Майте Санчес |
| 2-я Вице мисс        | - Республика Корея — Джанг Йоон-сио |
| Полуфиналистки       | - Китай — Чен Гиан - Колумбия — Карина Герра Родригес - Доминиканская Республика — Вильма Абреу Насарио - Гваделупа — Мерита Мелина - Индия — Сонали Сегал - Япония — Мами Сакурай - Пуэрто-Рико — Шарон Гомес - Испания — Сара Санчес Торрес - Таиланд — Васана Вонгбунтре |

## Специальные награды
| Награда                              | Участница                          |
| ------------------------------------ | ---------------------------------- |
| Мисс Фотогеничность в Китае          | - Финляндия — Karoliina Ylajoki    |
| Мисс Фотогеничность в Японии         | - Таиланд — Васана Вонгбунтре      |
| Мисс Доброй воли                     | - Пуэрто-Рико — Шарон Гомес        |
| Мисс Дружба                          | - Гонконг — Кони Луи               |
| Мисс Трепещущая                      | - Бразилия — Мария Клаудия Баррето |
| Лучший Национальный Костюм           | - Панама — Майте Санчес            |
| Мисс Красивая улыбка                 | - Гонконг — Кони Луи               |
| Милосердная премия                   | - Китай — Чен Гиан                 |
| Лучшее тело                          | - Колумбия — Карина Герра          |
| Лучшее предварительное представление | - Германия — Хильтья Мюллер        |
| Лучший Общий стиль                   | - Венесуэла — Даниела Ди Джиакомо  |
| Лучшая Фигура                        | - Венесуэла — Даниела Ди Джиакомо  |
| Мисс Лучший язык                     | - Россия — Елена Виноградова       |

## Участница
| - Аруба — Luizanne (Zenny) Donata - Австралия — Карли Смит - Боливия — Памела Хустиниано Сауседо(Top 10 Tourism Queen Int’l '06) - Бразилия — Мария Клаудия Баррето де Оливейра - Канада — Emily Ann Kiss (World Miss University '07, Coffee '12) - Китай — Chen Qian - Колумбия — Карина Герра Родригес - Республика Конго — Maurielle Nkouka Massamba - Кипр — Елена Георгиу - Чехия — Katerina Pospisilova - Доминиканская Республика — Вильма Абреу Насарио - Эквадор — Денисса Элисабет Родригес Киньонес - Египет — Elham Wagdi Fadel (Earth '05) - Эфиопия — Fethiya Mohammed Seid - Финляндия — Karoliina Yläjoki - Франция — Мари-Шарлотта Мере - Германия — Хильтья Мюллер - Гваделупа — Мелина Аурелия Мерита(World '05) - Гватемала — Mirna Lissy Salguero Moscoso - Гондурас — Лисса Диана Виера Саэнс - Гонконг — Koni Lui - Индия — Sonali Sehgal - Япония — Mami Sakurai - Кения — Rachel Nyameyo - Республика Корея — Jang Yoon-seo - Малайзия — Iris Hng Choy Yin - Мартиника — Murielle Desgrelle - Мексика — Алондра дель Кармен Роблес Доблер | - Монголия — Bolortuya Dagva - Новая Каледония — Fabienne Vidoire - Новая Зеландия — Claire Beattie - Нигерия — Misel Uku - Северные Марианские Острова — Shequita DeLeon Guerrero Bennett (Universe '06) - Норвегия — Линн Андерсен - Панама — Майте Санчес Гонсалес - Перу — Лисси Консуэло Миранда Муньос - Филиппины — Denille Lou Valmonte - Польша — Марта Яконюк - Пуэрто-Рико — Шарон Гомес - Республика Конго — Maurielle Nkouka Massamba - Россия — Елена Виноградова - Сербия и Черногория — Danka Dizdarevic - Сингапур — Genecia Luo - Словакия — Дагмар Иванова - Испания — Сара Санчес Торрес - Шри-Ланка — Gayesha Perera - Судан — Rebecca Chor Malek - Китайская Республика — Liu Tzu-Hsuan - Танзания — Angel Delight Kileo (Earth '07) - Таиланд — Vasana Wongbuntree (1st RU Tourism Queen Int’l '07, winner Young Int’l '07, 3rd RU All Nations '10) - Турция — Asena Tugal - Украина — Инна Горук - Венесуэла — Даниела Ди Джакомо - Вьетнам — Vu Ngoc Diep |

## Примечание

### Отказались
- Багамские Острова
- Великобритания
- Греция
- Израиль
- Казахстан
- Непал
- США

### Не участвовали
- Багамские Острова — Шэри Делва
- Гана — Присцилла Амара Марфо
- Греция — Цулия Александроту
- Гайана — Кристия Рамлаган
- Израиль — Техила Мор
- Казахстан
- Либерия — Бенду Киапа
- Мальта
- Непал — Бунита Сунвар
- Россия
- Французская Полинезия — Салмон Файмано
- Великобритания — Люси Аврил Евангелиста (SF World 05)
- Уругвай — Мария Алехандра Америко Чакон
- США — Сара Ди Харригфелд

### Участие в других конкурсах красоты
| Мисс Вселенная - 2006: Северные Марианские Острова - Shequita Bennett - 2009: Египет - Elham Wagdi Мисс мира - 2005: Гваделупа - Meryta Melina Мисс Земля - 2005: Египет - Elham Wagdi - 2007: Танзания - Angel Delight Kileo Miss Intercontinental - 2007: Египет - Elham Wagdi (Полуфиналист) Miss All Nations - 2010: Таиланд - Vasana Wongbuntree (3-я Вице мисс) | Miss Global Beauty Queen - 2009: Таиланд - Vasana Wongbuntree (Победитель, Мисс Фотогеничность, как Бангкок) World Miss University - 2007: Канада - Emily Ann Kiss Miss Tourism Queen International - 2007: Таиланд - Vasana Wongbuntree (1-я Вице мисс) - 2009: Шри-Ланка - Gayesha Perera (Мисс талант) Reinado Internacional del Café - 2012: Канада - Emily Ann Kiss |

## Разное
- Эльхам Вагди, Египет: участвовала в Мисс Земля 2005 и Мисс Вселенная 2009, но не заняла никакого места.
- Мерита Мелина Гваделупа: участвовала в Мисс Мира 2005, но не заняла никакого места.
- Shequita Беннетт Северные Марианские острова: участвовала в Мисс Вселенная 2006, но не заняла никакого места.
- Васана Вонгунтри Таиланде: участвовала в Miss Tourism Queen International 2007. Она заняла первое и второе место в конкурсе.
- Гайеша Перера Шри-Ланка: участвовала в Miss Tourism Queen International 2009, заняла мини-мисс талант.
- Багамские острова, Греция, Израиль, Казахстан, Непал, Соединенного Королевства и США участвовали в 2005 году.

## Информационный интерес
- Данное мероприятие было проигнорировано СМИ, так как охранниками конкурса красоты был избит фотограф. Информационные агентства не делали каких-либо фотографий и информация была ограничена несколькими заметками. Также у организаторов были проблемы с одним из спонсором — SINA, который создал сайт и впоследствии перестал обновлять страницу.
- Интерес представителями СМИ был настолько мал, что сделанные фотографии были только участниками мероприятия.